# McCoy Stream
Der McCoy Stream ist ein 9 km langer kleiner Fluss in der Region Canterbury auf der Südinsel von Neuseeland.

## Geographie
Der McCoy Stream ist ein Gletscherfluss, der sich durch den Ausfluss eines kleinen Gletschers südlich des 2350 m hohen Mount Goethe bildet. Der Fluss liegt eingebettet zwischen den Höhen der Froude Range im Norden und Nordwesten und der Arboury Range im Süden und Südosten. Nach rund 9 km Flussverlauf bildet der McCoy Stream zusammen mit dem Frances River den Clyde River durch Zusammenfluss.
Rund 3,7 km südwestlich des Entstehungsortes des McCoy Stream führt der McCoy Glacier seine Gletscherwässer dem Fluss zu.